# Hobart International 2019 - Qualificazioni singolare
Le qualificazioni del singolare dell'Hobart International 2019 sono state un torneo di tennis preliminare per accedere alla fase finale della manifestazione. Le vincitrici dell'ultimo turno sono entrate di diritto nel tabellone principale. In caso di ritiro di una o più giocatrici aventi diritto a queste sono subentrate le lucky loser, ossia le giocatrici che hanno perso nell'ultimo turno ma che avevano una classifica più alta rispetto alle altre partecipanti che avevano comunque perso nel turno finale.

## Teste di serie
1. Mona Barthel (spostata nel tabellone principale)
2. Dalila Jakupovič (spostata nel tabellone principale)
3. Magda Linette (qualificata)
4. Lara Arruabarrena (primo turno)
5. Polona Hercog (primo turno)
6. Sara Sorribes Tormo (primo turno)

1. Madison Brengle (ultimo turno)
2. Heather Watson (qualificata)
3. Anastasia Potapova (primo turno)
4. Anna Blinkova (qualificata)
5. Katie Boulter (primo turno)
6. Kateryna Kozlova (ultimo turno, lucky loser)

## Qualificate
1. Heather Watson
2. Laura Siegemund
3. Magda Linette

1. Anna Blinkova
2. Alison Bai
3. Greet Minnen

### Lucky loser
1. Kateryna Kozlova

## Tabellone

### Legenda
| - Q = Qualificato - WC = Wild card - LL = Lucky loser | - ALT = Alternate - SE = Special Exempt - PR = Protected Ranking | - w/o = Walkover - r = Ritirato - d = Squalificato |

### Sezione 1
|  | Primo turno | Primo turno        | Primo turno        | Primo turno | Primo turno |  |  | Ultimo turno | Ultimo turno     | Ultimo turno     | Ultimo turno | Ultimo turno |  |
|  |             |                    |                    |             |             |  |  |              |                  |                  |              |              |  |
|  | Alt         | Sabrina Santamaria | Sabrina Santamaria | 3           | 0           |  |  |              |                  |                  |              |              |  |
|  |             | Isabelle Wallace   | Isabelle Wallace   | 6           | 6           |  |  |              | Isabelle Wallace | Isabelle Wallace | 4            | 4            |  |
|  |             | Naiktha Bains      | Naiktha Bains      | 5           | 3           |  |  | 8            | Heather Watson   | Heather Watson   | 6            | 6            |  |
|  | 8           | Heather Watson     | Heather Watson     | 7           | 6           |  |  |              |                  |                  |              |              |  |

### Sezione 2
|  | Primo turno | Primo turno      | Primo turno      | Primo turno | Primo turno |  |  | Ultimo turno | Ultimo turno    | Ultimo turno | Ultimo turno | Ultimo turno |  |
|  |             |                  |                  |             |             |  |  |              |                 |              |              |              |  |
|  | Alt         | Alexandra Panova | 6                | 65          | 4           |  |  |              |                 |              |              |              |  |
|  |             | Laura Siegemund  | 1                | 7           | 6           |  |  |              | Laura Siegemund | 6            | 65           | 6            |  |
|  | WC          | Belinda Woolcock | Belinda Woolcock | 1           | 5           |  |  | 7            | Madison Brengle | 4            | 7            | 1            |  |
|  | 7           | Madison Brengle  | Madison Brengle  | 6           | 7           |  |  |              |                 |              |              |              |  |

### Sezione 3
|  | Primo turno | Primo turno      | Primo turno      | Primo turno | Primo turno |  |  | Ultimo turno | Ultimo turno     | Ultimo turno | Ultimo turno | Ultimo turno |  |
|  |             |                  |                  |             |             |  |  |              |                  |              |              |              |  |
|  | 3           | Magda Linette    | Magda Linette    | 6           | 6           |  |  |              |                  |              |              |              |  |
|  | WC          | Seone Mendez     | Seone Mendez     | 0           | 3           |  |  | 3            | Magda Linette    | 7            | 65           | 6            |  |
|  |             | Irina Ramialison | Irina Ramialison | 63          | 3           |  |  | 12           | Kateryna Kozlova | 67           | 7            | 4            |  |
|  | 12          | Kateryna Kozlova | Kateryna Kozlova | 7           | 6           |  |  |              |                  |              |              |              |  |

### Sezione 4
|  | Primo turno | Primo turno             | Primo turno             | Primo turno | Primo turno |  |  | Ultimo turno | Ultimo turno  | Ultimo turno | Ultimo turno | Ultimo turno |  |
|  |             |                         |                         |             |             |  |  |              |               |              |              |              |  |
|  | 4           | Lara Arruabarrena       | 1                       | 6           | 3           |  |  |              |               |              |              |              |  |
|  |             | Kaylah McPhee           | 6                       | 3           | 6           |  |  |              | Kaylah McPhee | 64           | 6            | 3            |  |
|  | WC          | Gabriella Da Silva Fick | Gabriella Da Silva Fick | 4           | 2           |  |  | 10           | Anna Blinkova | 7            | 3            | 6            |  |
|  | 10          | Anna Blinkova           | Anna Blinkova           | 6           | 6           |  |  |              |               |              |              |              |  |

### Sezione 5
|  | Primo turno | Primo turno        | Primo turno        | Primo turno | Primo turno |  |  | Ultimo turno | Ultimo turno    | Ultimo turno | Ultimo turno | Ultimo turno |  |
|  |             |                    |                    |             |             |  |  |              |                 |              |              |              |  |
|  | 5           | Polona Hercog      | 7                  | 0           | 3           |  |  |              |                 |              |              |              |  |
|  | WC          | Olivia Rogowska    | 65                 | 6           | 6           |  |  | WC           | Olivia Rogowska | 4            | 7            | 1            |  |
|  |             | Alison Bai         | Alison Bai         | 6           | 6           |  |  |              | Alison Bai      | 6            | 65           | 6            |  |
|  | 9           | Anastasia Potapova | Anastasia Potapova | 3           | 2           |  |  |              |                 |              |              |              |  |

### Sezione 6
|  | Primo turno | Primo turno         | Primo turno | Primo turno | Primo turno |  |  | Ultimo turno | Ultimo turno | Ultimo turno | Ultimo turno | Ultimo turno |  |
|  |             |                     |             |             |             |  |  |              |              |              |              |              |  |
|  | 6           | Sara Sorribes Tormo | 3           | 7           | 3           |  |  |              |              |              |              |              |  |
|  |             | Fiona Ferro         | 6           | 6           | 6           |  |  |              | Fiona Ferro  | Fiona Ferro  | 4            | 4            |  |
|  |             | Greet Minnen        | 6           | 3           | 6           |  |  |              | Greet Minnen | Greet Minnen | 6            | 6            |  |
|  | 11          | Katie Boulter       | 3           | 6           | 1           |  |  |              |              |              |              |              |  |